# 梨花春
梨花春，是中华人民共和国山西省的一款著名的蒸馏酒，由山西梨花春酿酒集团有限公司制造。

## 沿革
早年由国营应县酒厂改组而成山西梨花春酿酒集团有限公司，位于应县释迦木塔西南，占地面积466万平方米。公司主产“应州牌”特制二锅头、精制梨花春、特制梨花老窖、山西老白干、梨花王、山西王等系列。1994年企业经过改制，实现利润增长。公司不断增长业绩，2008年后成为山西省第二大酿酒企业（杏花村汾酒集团为第一）。2007年，梨花春入选“中国农业品牌100强”。2008年，“梨花春”商标荣获中国驰名商标。同年“梨花春酒传统酿造技艺”被列为国家级非物质文化遗产。2019年5月，山西省商务厅公示了首批“三晋老字号”名单，其中包括梨花春通过审核进行公示。